# 최인구
최인구(1961년 8월 ~ )는 대한민국의 살인범이다. 2001년 5월 10일 서울특별시 성동구 송정동 중랑천 뚝방길에서 김윤지 양(당시 4세)을 납치하여 자기 집에 끌고 가 성추행을 한 후 경찰에 적발될까 두려워 목졸라 살해 및 시신을 토막내고 사체를 쓰레기봉투에 담아 서울과 광주 일대에 유기하였다. 경찰은 그 근방의 아동 성추행 전과자들의 소재를 파악한 뒤, 알리바이가 제대로 입증되지 않은 최인구(당시 39세)를 추궁한 결과, 그에게서 혐의를 확증받을 수 있었다. 최인구는 영리약취 유인 등의 혐의로 기소돼 2001년 10월 19일 서울동부지법에서 사형을 선고받고, 항소하여 2002년 1월 30일 서울고법에서 무기징역으로 감형되었다.